# Gustav von Nauta
Gustav von Nauta (německy Gustav Benedikt Ritter von Nauta) (20. března 1828 Komárno – 1. září 1893 Tarvisio) byl rakousko-uherský admirál. U c. k. námořnictva sloužil od roku 1847 a zúčastnil se několika válek. Absolvoval řadu cest do zámoří a později byl velitelem několika válečných lodí. V roce 1881 dosáhl hodnosti kontradmirála a v závěru kariéry byl vysokým úředníkem v námořní sekci na ministerstvu války (1881–1884). Po odchodu do výslužby byl povýšen do šlechtického stavu (1884).

## Životopis

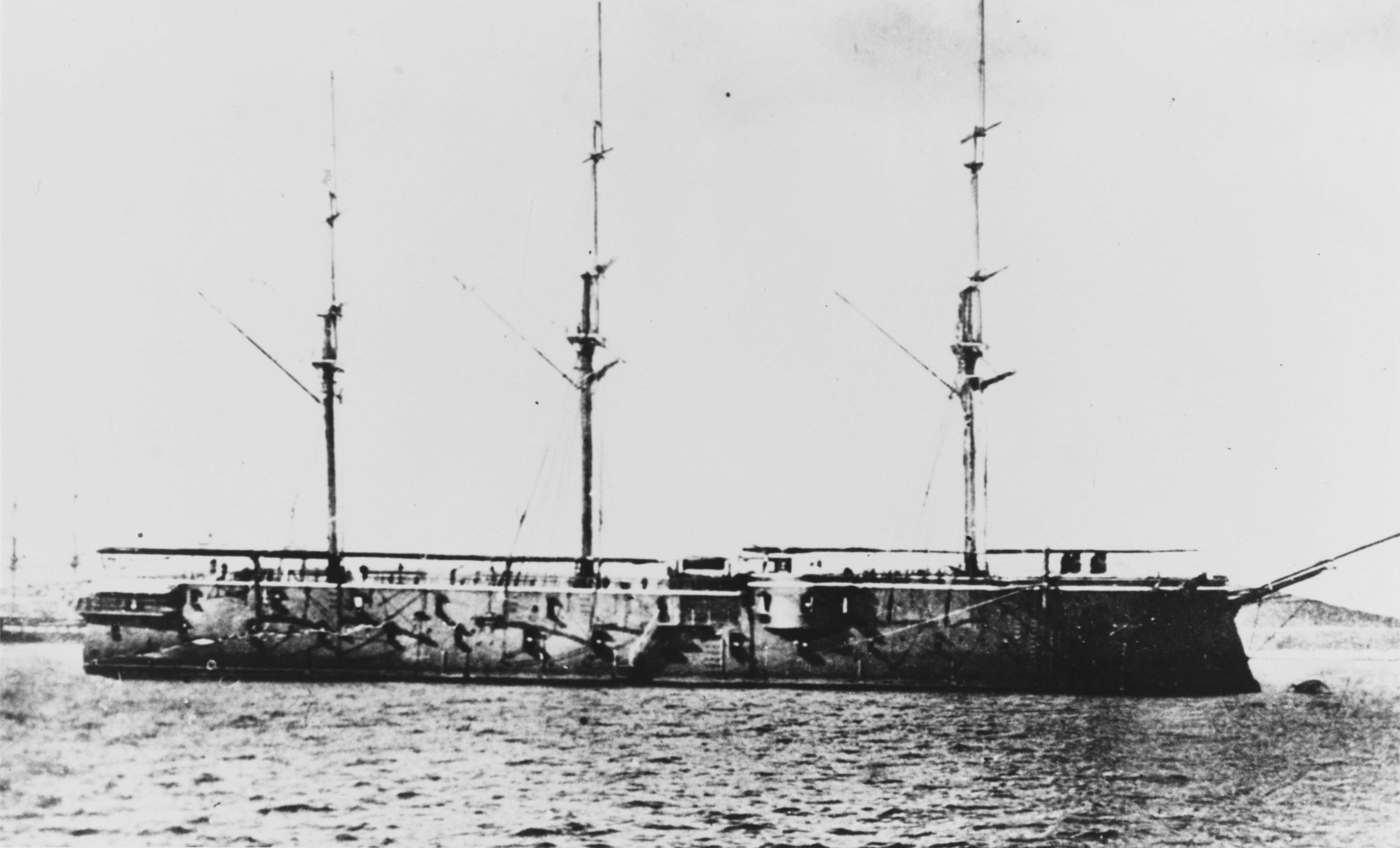
SMS Lissa, vlajková loď Gustava Nauty v letech 1872–1873

Byl synem c. k. hejtmana Gustava Nauty, dlouholetého důstojníka u 45. pěšího pluku v Itálii. Narodil se v Komárně, studoval na vojenské škole ve Veroně a v roce 1844 vstoupil k armádě. Tři roky sloužil u 45. pěšího pluku v Miláně a v roce 1847 přešel k námořnictvu. Jako kadet se během revolučních bojů v Itálii zúčastnil blokády Benátek a Ancony (1848–1849). V roce 1849 získal hodnost praporčíka a na zcela nově postavené fregatě SMS Novara absolvoval cestu do jižní Itálie a Španělska (1851). Postupoval v hodnostech (poručík II. třídy 1854, poručík I. třídy 1856) a jako dělostřelecký důstojník vystřídal službu na různých lodích. Věnoval se také výcviku kadetů námořní akademie a sloužil u jednotek námořní pěchoty a poté na parnících SMS Taurus a SMS Curtatone kotvil v Istanbulu (1855–1856). 

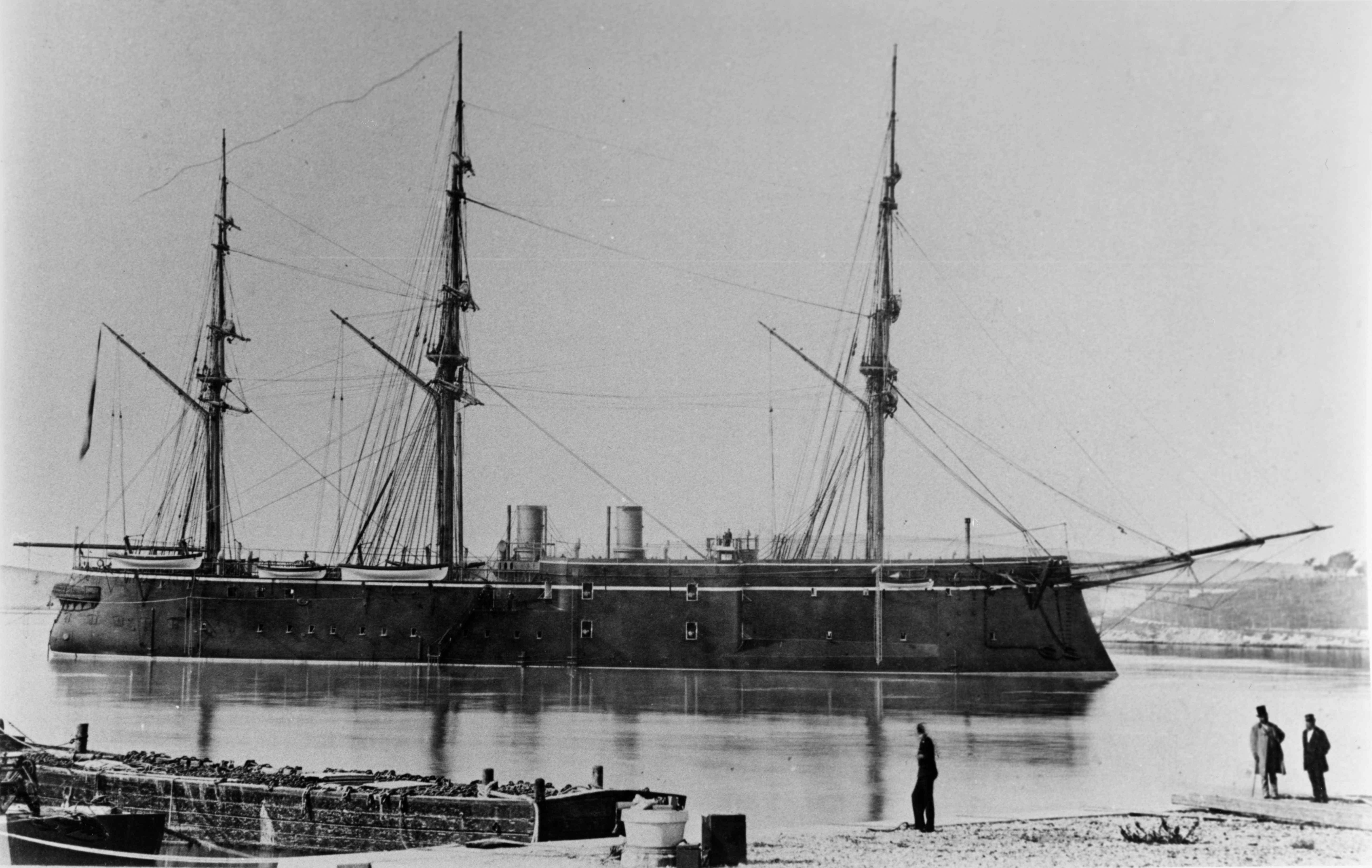
SMS Custozza, vlajková loď Gustava Nauty v letech 1880–1881

Na korvetě SMS Carolina absolvoval cestu do jižní Afriky a Brazílie (1856–1858) v rámci významné vědecké mise kapitána Wüllerstorf-Urbaira (vlajkovou lodí expedice byla SMS Novara). Po návratu do Evropy se v roce 1859 zúčastnil války se Sardinií. K datu 23. března 1861 byl povýšen do hodnosti fregatního kapitána s přidělením k námořní základně v Benátkách, v roce 1864 byl přeložen jako zástupce velitele námořní základny do Puly. Jako velitel parníku SMS Santa Lucia se v roce 1864 zúčastnil dánsko-německé války. V roce 1865 na korvetě SMS Dandolo doprovázel císaře Maxmiliána I. do Mexika, kde pobýval do roku 1867 a mezitím byl ke dni 30. července 1866 povýšen na kapitána řadové lodi.
Po návratu z Mexika byl ze zdravotních důvodů dočasně penzionován (1868–1871), do aktivní služby se vrátil na podzim 1871 jako důstojník námořní základny v Pule. V letech 1872–1873 byl velitelem obrněné lodi SMS Lissa, která byla s posádkou 620 mužů vlajkovou lodí eskadry. Na přelomu let 1874–1875 působil u arzenálu v Pule, kde pak v letech 1875–1880 zastával funkci velitele námořní pěchoty (Matrosenkorps). Jako staniční lodi mu sloužily fregata SMS Novara a obrněná loď SMS Bellona. Od srpna 1880 byl velitelem obrněné lodi SMS Custozza.
V letech 1881–1884 působil ve Vídni jako přednosta technického odboru v námořní sekci na ministerstvu války. K datu 1. listopadu 1881 byl povýšen do hodnosti kontradmirála. Na jaře 1884 byl penzionován a několik let žil v soukromí ve Vídni, v roce 1891 přesídlil do Gorice.
Během svého pobytu v Mexiku se v roce 1866 oženil ve Veracruz. Jeho manželkou se stala Isabella D'Ollieri (1845–1893), dcera pruského konzula. Z manželství se narodilo šest potomků, z nichž čtyři zemřeli v dětství. Synové Heinrich (1866–1921) a Gustav (1868–1934) sloužili také u námořnictva a za první světové války dosáhli oba hodnosti kontradmirála.

## Tituly a ocenění
Při příležitosti odchodu do výslužby byl v roce 1884 povýšen do šlechtického stavu s titulem rytíř. Během služby u námořnictva se stal nositelem několika vyznamenání v Rakousku-Uhersku i v zahraničí.

### Rakousko-Uhersko
- Válečná pamětní medaile (1864)
- Služební odznak pro důstojníky III. třídy (1865)
- Válečná medaile (1873)
- Řád železné koruny III. třídy (1884)

### Zahraničí
- rytířský kříž Řádu Guadalupe (1867, Mexiko)
- Řád knížete Danila I. II. třídy (1881, Černá Hora)